# Ramshar
Ramshar (arabă راهضار) este un oraș din provincia Sistan-Baluchestan, Iran.